# Vierschanzentournee 1982/83
Die 31. Vierschanzentournee 1982/83 war Teil des Skisprung-Weltcups 1982/1983.
Das Springen in Oberstdorf fand am 30. Dezember 1982 statt, am 1. Januar 1983 das Springen in Garmisch-Partenkirchen und am 4. Januar 1983 das Springen in Innsbruck. Die Abschlussveranstaltung in Bischofshofen wurde am 6. Januar 1983 durchgeführt.

## Nominierte Athleten
Nach den Auftritten bei der vorjährigen Tournee und den Weltmeisterschaften in Oslo kristallisierten sich drei Mannschaften heraus, aus deren Mitte die Tourneefavoriten kamen. Norwegen mit einer enormen Dichte an Spitzenspringern, welche mit dem ersten offiziellen Weltmeistertitel im Mannschaftsspringen zum Ausdruck kam. Zudem hatten zwei Norweger beim ersten Weltcup-Springen der neuen Saison in Cortina Podestplätze belegt. Als nächste waren die Österreicher zu nennen, die mit Armin Kogler den Weltmeister von der Normalschanze und den amtierenden Weltcupsieger sowie mit Hubert Neuper den Weltcupzweiten des Vorjahres und zweifachen Tourneesieger stellten. Hinzu kamen die Finnen, wo sich Matti Nykänen, in Oslo Weltmeister auf der Großschanze, anschickte, zum neuen Skisprungstar zu werden. Der Sieg beim Weltcupauftakt in Cortina war schon ein Beweis seiner guten Form. Erneut war auch der kanadische Einzelkämpfer Horst Bulau nicht außer Acht zu lassen, in der Vorsaison war er immerhin Dritter im Weltcup geworden. Mit Spannung wurde in der Bundesrepublik das Abschneiden der DSV-Auswahl erwartet. Die Roscher-Schützlinge waren bei der letzten Tournee in die erweiterte Weltspitze zurückgekehrt und hatten mit Andreas Bauer und Christoph Schwarz nunmehr zwei Springer von internationalem Format. Mit der polnischen und der bulgarischen Mannschaft waren zwei Mannschaften aus Osteuropa nach teilweise mehrjährigen Pausen wieder am Start, während die Schweden diesmal fernblieben. Die einst so erfolgreiche tschechoslowakische Skisprungauswahl wagte mit mehreren jungen Neulingen nach jahrelanger Durststrecke einen Neustart. Blieb noch die DDR-Auswahl. Diese ließ den Vorjahressieger Manfred Deckert zu Hause, angeblich sei er verletzt. In Wahrheit stand ihm wohl seine Unangepasstheit gegenüber einigen Sportfunktionären im Weg. So nominierte Auswahltrainer Grellmann mit Stefan Stannarius und Ulf Findeisen zwei echte Neulinge, mit Jens Weißflog kam ein Fast-Neuling hinzu. Nach seinem eher desaströsen Debüt bei der Tournee 1980/81 war der Floh vom Fichtelberg im Vorjahr nicht berücksichtigt worden. Nunmehr sollte es zusammen mit den Klingenthalern Klaus Ostwald und Holger Freitag als weitere nominierte Mannschaftskollegen besser klappen.
| Nation             | Athleten |
| ------------------ | --- |
| BR Deutschland     | Thomas Klauser, Georg Waldvogel, Peter Rohwein, Andreas Bauer, Joachim Ernst, Peter Schwinghammer, Wolfgang Steiert, Lorenz Wegscheider, Uli Boll, Thomas Haßlberger, Thomas Ihle, Thomas Prosser, Christoph Schwarz, Wolfgang Hartmann                             |
| DDR                | Klaus Ostwald, Jens Weißflog, Ulf Findeisen, Stefan Stannarius, Holger Freitag |
| Österreich         | Andreas Felder, Richard Schallert, Armin Kogler, Hubert Neuper, Adolf Hirner, Hans Wallner, Alfred Groyer, Rupert Hirner, Norbert Leitner, Fritz Esser, Franz Wiegele, Bernhard Zauner, Paul Erat, Raimund Resch, Franz Neuländtner, Robert Kueffe, Guenter Vettori |
| Bulgarien          | Wladimir Brejtschew, Walentin Boschkow |
| Finnland           | Matti Nykänen, Pentti Kokkonen, Markku Pusenius, Jari Puikkonen, Tuomo Ylipulli, Jukka Kalso |
| Frankreich         | Gérard Colin, Bernard Guillaume |
| Italien            | Roberto Varutti, Massimo Rigoni, Lido Tomasi |
| Japan              | Hirokazu Yagi, Masaru Nagaoka, Chiharu Nishikata, Masahiko Takahashi |
| Jugoslawien        | Miran Tepeš, Vasja Bajc, Rajko Lotrič, Primož Ulaga, Matjaž Žagar, Brane Benedik |
| Kanada             | Horst Bulau, Steve Collins, Ron Richards, Roger Zilkowsky |
| Norwegen           | Roger Ruud, Per Bergerud, Ole Bremseth, Ivar Mobekk, Steinar Bråten, Olav Hansson, Jan Henrik Trøen, Jon Eilert Boegseth |
| Polen              | Piotr Fijas, Janusz Duda, Jan Łoniewski, Bogdan Zwijacz |
| Schweiz            | Hansjörg Sumi, Christian Hauswirth |
| Sowjetunion        | Leonid Komarow, Wladimir Tschernjajew, Sergej Muchin, Waleri Karetnikow, Alexander Taranow |
| Spanien            | José Rivera, Juan Meno, Thomas Cano |
| Tschechoslowakei   | Ján Tánczos, Peter Ciz, Bohumil Vacek, Jiří Parma, Pavel Ploc |
| Ungarn             | László Fischer, Gábor Gellér, Zoltán Kelemen |
| Vereinigte Staaten | Jeff Hastings, Mike Holland, Dennis McGrane |

## Oberstdorf
Nachdem im Training speziell die Norweger immer wieder an den bis dahin bestehenden Schanzenrekord heransprangen, bestand in der Fach- und Medienwelt kein Zweifel, das der Sieger des Auftaktspringen ein Skandinavier sein würde. Hinzu kam nämlich noch der Finne Matti Nykänen, der bei seinem 112,5m-Satz allerdings in den Schnee gegriffen hatte. Beim Springen selbst stahl hingegen ein Kanadier den Anderen die Show. Horst Bulau, immerhin 1979 Juniorenweltmeister, sprang im ersten Durchgang bei idealen Bedingungen, Windstille und Minusgrade, mit 114,5 m bereits Schanzenrekord und ließ diesem Satz im zweiten Durchgang nochmals 114 m folgen, und dies trotz einer Anlaufverkürzung um einen halben Meter. Dass das Springen spannend blieb, war vor allem Nykänen zu verdanken, der mit Sprüngen von 114 und 113 m dagegenhielt und mit nur 3,1 Punkten Rückstand Zweiter wurde. Dritter wurde der Österreicher Armin Kogler. Mit Schallert auf Rang vier und Neuper auf Platz sechs war Auswahltrainer Golser mit dem Abschneiden seiner Mannschaft zufrieden. Auch die Norweger brachten vier Springer in die Top Ten, wenngleich nach den Trainingsleistungen mehr erwartet worden war. Favorit Per Bergerud hatte in der Anlaufspur Probleme und kam nur auf Platz sieben ein. Aus DDR-Sicht war das Abschneiden enttäuschend, schlechter war man bis dahin in Oberstdorf noch nie gesprungen. Zwar kamen alle fünf Springer in den Finaldurchgang, aber einzig Klaus Ostwald hielt mit einem 16. Platz Anschluss an die Spitze. Jens Weißflog kam nur auf den 27. Platz.
- Datum: 30. Dezember 1982
- Land:  BR Deutschland
- Schanze: Schattenbergschanze

| Pos. | Springer          | Land       | Punkte |
| ---- | ----------------- | ---------- | ------ |
| 1    | Horst Bulau       | Kanada     | 264,9  |
| 2    | Matti Nykänen     | Finnland   | 261,8  |
| 3    | Armin Kogler      | Österreich | 255,2  |
| 4    | Richard Schallert | Österreich | 251,6  |
| 5    | Steinar Bråten    | Norwegen   | 251,0  |
| 6    | Hubert Neuper     | Österreich | 248,7  |
| 7    | Olav Hansson      | Norwegen   | 248,1  |
| 7    | Per Bergerud      | Norwegen   | 248,1  |
| 9    | Piotr Fijas       | Polen      | 247,0  |
| 10   | Ole Bremseth      | Norwegen   | 245,0  |

## Garmisch-Partenkirchen
Auch das Neujahrsspringen in Garmisch vor 30.000 Zuschauern bot erneut Dramatik. Bereits im Training hatte Jens Weißflog mit 102 m den Schanzenrekord überboten und zeigte, was ihn im stecken konnte. Dies zeigte er auch beim Wettkampf. Mit der sehr niedrigen Startnummer acht sprang er 99 m und überraschte damit die Konkurrenz. Bedingt durch seine guten Haltungsnoten blieb der Oberwiesenthaler damit durchaus überraschend lange Zeit in Führung. Armin Kogler war es dann zunächst vorbehalten, mit 101,5 m den Schanzenrekord des Japaners Akimoto einzustellen. Mit diesem weitesten Sprung im ersten Durchgang übernahm er nun die Führung. Mit dem neuen Schanzenrekord von 103,5 m warf allerdings der Norweger Steinar Bråten, Fünfter in Oberstdorf, im zweiten Durchgang den Fehdehandschuh. Da Kogler als Führender zuletzt sprang, hielt sich die Spannung bis zum Schluss. Und der Österreicher kam schon bei 97,5 herunter, konnte aber durch seine gute Haltung den Tagessieg mit dem denkbar kleinsten Vorsprung von 0,1 Punkten für sich reklamieren. Jens Weißflog hatte vorher mit sehr guten 102,5 m seine Leistung bestätigt und kam letztlich nur mit 0,8 Rückstand auf Kogler auf dem dritten Platz ein. Dies bedeutete für Weißflog gleichzeitig die erste Podestplatzierung bei der Tournee und im Skisprung-Weltcup überhaupt. Da Nykänen punktgleich mit Mannschaftskollege Puikkonen den vierten Platz belegte, blieb der Finne in der Gesamtwertung weiterhin im Rennen. Mit nur 1,1 Punkten Rückstand auf Bulau, der diesmal Sechster wurde, lag er nun vor Kogler auf Platz zwei. Aber auch der Österreicher, der nur knapp drei Punkte Rückstand auf den Finnen hatte und der Norweger Bråten konnten sich nach der Hälfte der Tournee noch Hoffnungen auf den Gesamtsieg machen. Jens Weißflog hatte sich durch seinen Podestplatz schon auf den 12. Platz der Gesamtwertung hervorgearbeitet. Da mit Ostwald (8.) und Stannarius (11.) zwei weitere DDR-Springer Weltcup-Punkte sammeln konnten, war die DDR-Mannschaftsführung diesmal schon eher zufrieden, wenngleich Freitag und Findeisen den Finaldurchgang nicht erreichten.
- Datum: 1. Januar 1983
- Land:  BR Deutschland
- Schanze: Große Olympiaschanze

| Zwischenstand nach 2 Springen | Zwischenstand nach 2 Springen | Zwischenstand nach 2 Springen |
| Pos.                          | Springer                      | Punkte                        |
| ----------------------------- | ----------------------------- | ----------------------------- |
| 01.                           | Bulau                         | 501,4                         |
| 02.                           | Nykänen                       | 500,3                         |
| 03.                           | Kogler                        | 497,5                         |
| 04.                           | Bråten                        | 493,2                         |
| 05.                           | Bergerud                      | 484,0                         |
| 06.                           | Schallert                     | 480,8                         |

| Pos. | Springer        | Land             | Punkte |
| ---- | --------------- | ---------------- | ------ |
| 1    | Armin Kogler    | Österreich       | 242,3  |
| 2    | Steinar Bråten  | Norwegen         | 242,2  |
| 3    | Jens Weißflog   | DDR              | 241,5  |
| 4    | Jari Puikkonen  | Finnland         | 238,5  |
| 4    | Matti Nykänen   | Finnland         | 238,5  |
| 6    | Horst Bulau     | Kanada           | 236,5  |
| 7    | Per Bergerud    | Norwegen         | 235,9  |
| 8    | Klaus Ostwald   | DDR              | 234,7  |
| 9    | Pentti Kokkonen | Finnland         | 234,5  |
| 10   | Pavel Ploc      | Tschechoslowakei | 232,2  |

## Innsbruck
Nach 2 Wettbewerben bei besten Bedingungen war wieder einmal mehr die Schanze am Bergisel durch starken Nebel der Scharfrichter der Tournee. Vor 20.000 Zuschauern waren es vor allem die jungen Springer, darunter immerhin drei ehemalige Juniorenweltmeister, die am besten mit den Bedingungen zurecht kamen. Während der Finne Nykänen mit den jeweils weitesten Sprüngen in jedem Durchgang von 105 und 104 m keine Zweifel an seinem Tagessieg aufkommen ließ, bestätigte Jens Weißflog mit seinen Sprüngen, das der Podestplatz von Garmisch kein Zufall war. Nach Rang vier im ersten Durchgang steigerte er sich als einziger Springer im zweiten Durchgang und belegte am Ende den zweiten Platz, und das nach insgesamt vier Unterbrechungen des Springens wegen Nebels. Bulau wahrte mit Rang drei in der Tageswertung noch alle Chancen in der Gesamtwertung, in der ihn Nykänen mittlerweile überholt hatte. Jens Weißflog machte in der Gesamtwertung durch seinen Podestplatz einen Sprung von Rang 12 auf den fünften Platz. Während der erstmals angetretene Ernst Vettori mit Platz vier zu den Überraschungen des Tages gehört, wurde Mannschaftskollege Armin Kogler der tragische Held. Im Probespringen war er noch bei 104 m gelandet, nun lag er mit 94 m nach dem ersten Durchgang auf Platz 29. Und nach 91 m im zweiten Durchgang verbesserte er sich nur noch auf den 22. Platz, mit über 40 Punkten Rückstand auf Nykänen. Dadurch rutschte Kogler in der Gesamtwertung auf den achten Platz, der Traum vom Tourneesieg war damit ausgeträumt.
- Datum: 4. Januar 1983
- Land:  Österreich
- Schanze: Bergiselschanze

| Zwischenstand nach 3 Springen | Zwischenstand nach 3 Springen | Zwischenstand nach 3 Springen |
| Pos.                          | Springer                      | Punkte                        |
| ----------------------------- | ----------------------------- | ----------------------------- |
| 01.                           | Nykänen                       | 749,6                         |
| 02.                           | Bulau                         | 743,3                         |
| 03.                           | Bergerud                      | 718,3                         |
| 04.                           | Bråten                        | 716,0                         |
| 05.                           | Weißflog                      | 715,5                         |
| 06.                           | Kokkonen                      | 709,9                         |

| Pos. | Springer          | Land       | Punkte |
| ---- | ----------------- | ---------- | ------ |
| 1    | Matti Nykänen     | Finnland   | 249,5  |
| 2    | Jens Weißflog     | DDR        | 243,3  |
| 3    | Horst Bulau       | Kanada     | 241,9  |
| 4    | Ernst Vettori     | Österreich | 238,6  |
| 5    | Pentti Kokkonen   | Finnland   | 236,4  |
| 6    | Per Bergerud      | Norwegen   | 234,3  |
| 7    | Hansjörg Sumi     | Schweiz    | 228,4  |
| 7    | Ole Bremseth      | Norwegen   | 228,4  |
| 9    | Jari Puikkonen    | Finnland   | 226,5  |
| 10   | Richard Schallert | Österreich | 225,4  |

## Bischofshofen
Auf der umgebauten Naturschanze purzelten erneut die Rekorde. Bereits im Training hatte Stefan Stannarius mit 114 m den alten Rekord von Toni Innauer mit 108 m nahezu pulverisiert. Offizielle Anerkennung fand zunächst aber der 109,5 m Sprung von Jens Weißflog, den aber die Norweger Bråten mit 110 und Hansson mit 110,5 m im zweiten Durchgang noch verbesserten. Nach Durchgang eins führte jedoch Weißflog vor Klaus Ostwald, aus DDR-Sicht ein lange vermisstes Bild. Der Gesamtzweite Horst Bulau kam im ersten Durchgang nur auf den 40. Platz und verlor durch seinen 35. Platz in der Tageswertung über 39 Punkte auf Weißflog. Dieser verbesserte sich im zweiten Durchgang noch und segelte auf 110 m, was am Ende den ersten Tagessieg bei der Tournee für Weißflog mit sieben Punkten Vorsprung vor dem Norweger Olav Hansson bedeutete. Dritter wurde der nunmehr zur letzten Hoffnung erkorene Österreicher Richard Schallert, Klaus Ostwald erreichte mit dem vierten Rang seine beste Tagesplatzierung. Matti Nykänen reichte letztlich ein siebenter Platz, um mit einem beruhigenden Vorsprung die Tournee zu gewinnen.
- Datum: 6. Januar 1983
- Land:  Österreich

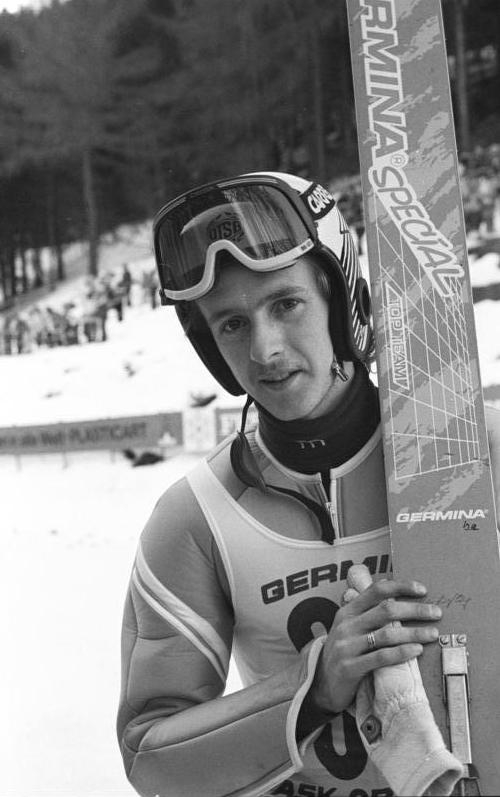
Jens Weißflog

- Schanze: Paul-Außerleitner-Schanze

| Pos. | Springer          | Land       | Punkte |
| ---- | ----------------- | ---------- | ------ |
| 1    | Jens Weißflog     | DDR        | 256,7  |
| 2    | Olav Hansson      | Norwegen   | 249,7  |
| 3    | Richard Schallert | Österreich | 248,7  |
| 4    | Klaus Ostwald     | DDR        | 245,0  |
| 5    | Pentti Kokkonen   | Finnland   | 242,2  |
| 6    | Per Bergerud      | Norwegen   | 241,2  |
| 7    | Matti Nykänen     | Finnland   | 240,0  |
| 8    | Steinar Bråten    | Norwegen   | 239,1  |
| 9    | Ole Bremseth      | Norwegen   | 237,8  |
| 10   | Ivar Mobekk       | Norwegen   | 233,0  |

## Endstand
Die Tournee 1982/83 bedeutet den endgültigen Durchbruch für zwei Skispringer, die in den nächsten Jahren das Skissprunggeschehen beherrschen sollten. Kam der erste Tourneegewinn des Finnen Matti Nykänen nach seinem Weltmeistertitel im Vorjahr nicht völlig überraschend, so war der erste Tagessieg und der zweite Platz in der Tourneewertung für Jens Weißflog nicht unbedingt vorherzusehen. Nach einem eher verpatzen Start in Oberstdorf steigerte sich der Oberwiesenthaler aber enorm und kletterte das Podest schrittweise nach oben. Mit Klaus Ostwald auf Rang zehn in der Gesamtwertung hatte die DDR-Mannschaft zudem wieder einen weiteren Springer von internationaler Klasse. Trotz seines Ausfalls in Bischofshofen gehörte der Kanadier Horst Bulau zu den Überraschungen der Tournee. Als erster Nordamerikaner gewann er einen Sprungwettbewerb bei der Tournee und lag zwischenzeitlich sogar in Führung. Letzten Endes reichte es noch knapp vor dem Norweger Bergerud zu Rang drei. Die Norweger musste man nach den Vorschusslorbeeren eher zu den geschlagenen Mannschaften zählen. Zwar waren sie immer mit mehreren Springern in den Weltcuprängen und waren als stärkste Mannschaft der Tournee anzusehen, zu einem Tagessieg reichte es jedoch nicht. Noch enttäuschender fiel das Fazit für die Österreicher aus. War ihr bester Springer Armin Kogler auf den beiden deutschen Schanzen glänzend gestartet, so sprang er auf den Schanzen im eigenen Land der Konkurrenz hinterher. Nach den Erfolgen bei den Weltmeisterschaften in Oslo sorgte das Abschneiden der Austria-Adler daher für Ernüchterung. Allerdings konnte sich Kogler im weiteren Saisonverlauf stabilisieren und wurde nochmals Dritter der Weltcupwertung.
| Rang | Name              | Nation     | Gesamt- wertung | Oberst- dorf | Garmisch- Partenk. | Inns- bruck- | Bischofs- hofen |
| ---- | ----------------- | ---------- | --------------- | ------------ | ------------------ | ------------ | --------------- |
| 01   | Matti Nykänen     | Finnland   | 989,8           | 261,8 / 02.  | 238,4 / 04.        | 249,5 / 01.  | 240,0 / 07.     |
| 02   | Jens Weißflog     | DDR        | 972,2           | 230,7 / 27.  | 241,5 / 03.        | 243,3 / 02.  | 256,7 / 01.     |
| 03   | Horst Bulau       | Kanada     | 960,9           | 264,9 / 01.  | 236,5 / 06.        | 241,9 / 03.  | 217,6 / 35.     |
| 04   | Per Bergerud      | Norwegen   | 959,5           | 248,1 / 07.  | 235,9 / 07.        | 234,3 / 06.  | 241,2 / 06.     |
| 05   | Steinar Bråten    | Norwegen   | 955,1           | 251,0 / 05.  | 242,2 / 02.        | 222,8 / 12.  | 239,1 / 08.     |
| 06   | Richard Schallert | Österreich | 954,9           | 251,6 / 04.  | 229,2 / 15.        | 225,4 / 10.  | 248,7 / 03.     |
| 07   | Pentti Kokkonen   | Finnland   | 952,1           | 239,0 / 15.  | 234,5 / 09.        | 236,4 / 05.  | 242,2 / 05.     |
| 08   | Olav Hansson      | Norwegen   | 945,9           | 248,1 / 07.  | 229,0 / 16.        | 219,1 / 14.  | 249,7 / 02.     |
| 09   | Ole Bremseth      | Norwegen   | 936,8           | 245,0 / 10.  | 225,6 / 19.        | 228,4 / 07.  | 237,8 / 09.     |
| 10   | Klaus Ostwald     | DDR        | 929,1           | 238,2 / 16.  | 234,7 / 08.        | 211,2 / 18.  | 245,0 / 04.     |